# Vulkanen van Kamtsjatka
De vulkanen (en geisers) van Kamtsjatka van het schiereiland Kamtsjatka in Rusland zijn sinds 1996 opgenomen als werelderfgoedmonument, een gebied dat ongeveer 27% van het oppervlak van het schiereiland omvat. In 2001 volgde een uitbreiding van de inschrijving.
In het zuiden en midden van Kamtsjatka bevinden zich twee zapovedniks: Kronotski en Kommandorski, een zakaznik: Joezjno-Kamtsjatski en vijf natuurparken, waaronder Bystrinski, Kljoetsji en Nalytsjevo.

## Lijst van vulkanen

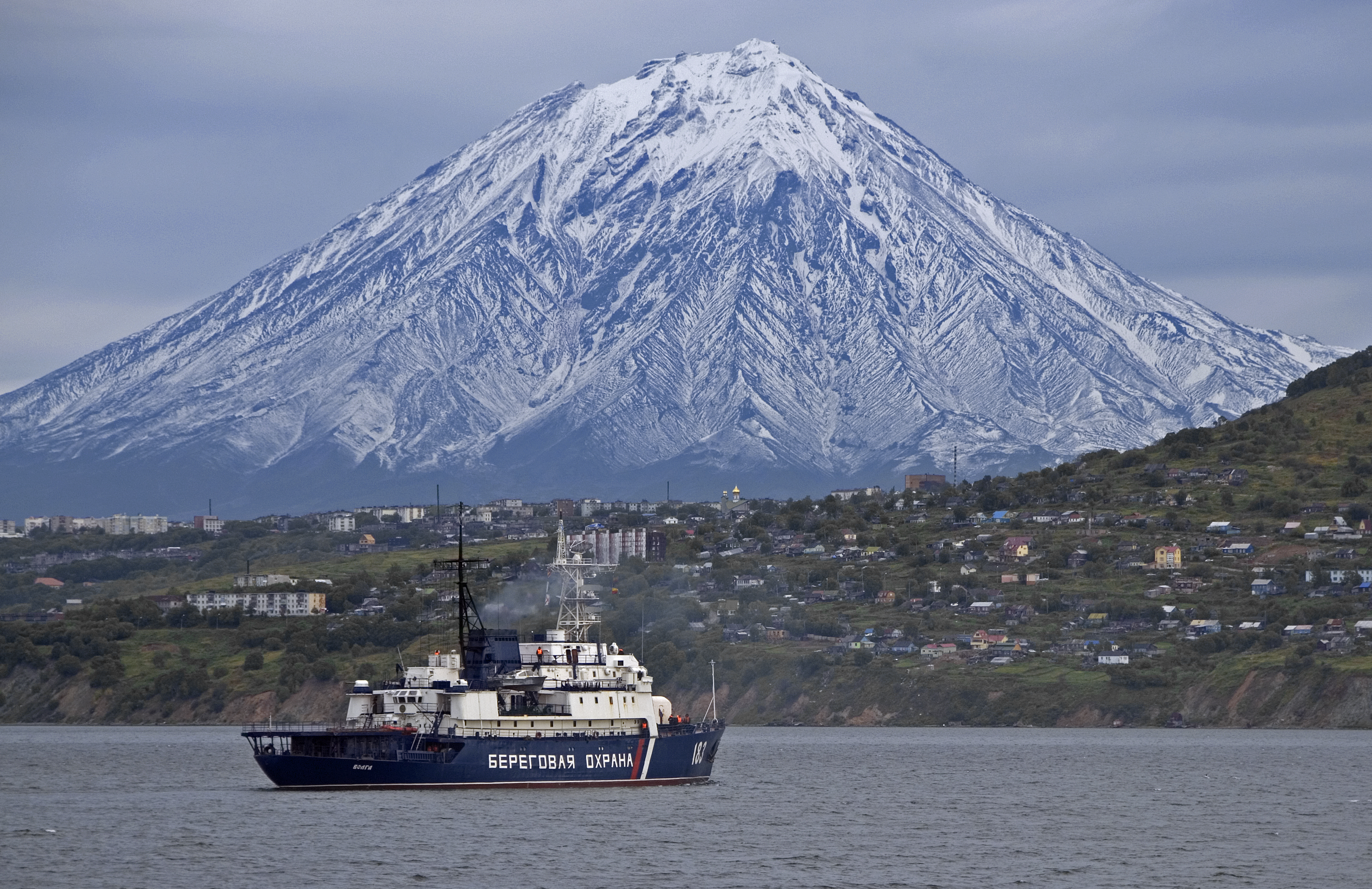
Korjakskaja Sopka (3.456 m)

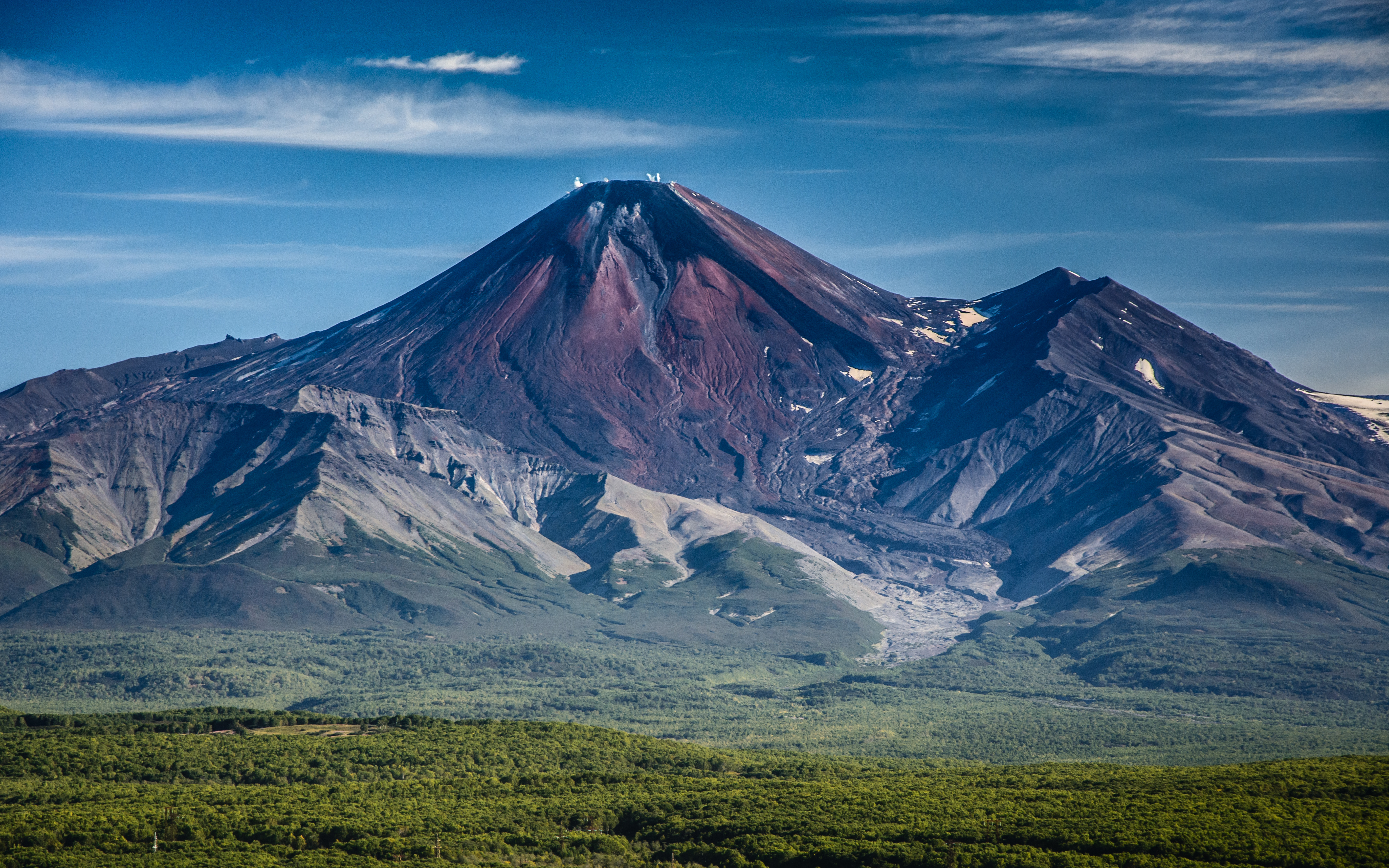
Avatsjinskaja Sopka (2.741 m)

| Vulkaan               | Hoogte  | Coördinaten             |
| --------------------- | ------- | ----------------------- |
| Achtang               | 1.956 m | 55° 26′ NB, 158° 39′ OL |
| Akademia Naoek        | 1.180 m | 53° 59′ NB, 159° 27′ OL |
| Alnej-Tsjasjakondzja  | 2.598 m | 56° 42′ NB, 159° 39′ OL |
| Alngej                | 1.853 m | 57° 42′ NB, 160° 24′ OL |
| Anaoen                | 1.828 m | 56° 19′ NB, 158° 50′ OL |
| Asatsja               | 1.910 m | 52° 21′ NB, 157° 50′ OL |
| Avatsjinskaja Sopka   | 2.741 m | 53° 15′ NB, 158° 50′ OL |
| Bakening              | 2.278 m | 53° 54′ NB, 158° 4′ OL  |
| Barchatnaja           | 870 m   | 52° 49′ NB, 158° 16′ OL |
| Belenkaja             | 892 m   | 51° 45′ NB, 157° 16′ OL |
| Bely                  | 2.080 m | 57° 53′ NB, 160° 32′ OL |
| Bezymjanny            | 2.866 m | 55° 59′ NB, 160° 35′ OL |
| Bliznets              | 1.244 m | 56° 58′ NB, 159° 47′ OL |
| Bolsjaja Ipelka       | 1.154 m | 52° 40′ NB, 156° 54′ OL |
| Bolsje-Bannaja        | 1.200 m | 52° 54′ NB, 157° 47′ OL |
| Bolsjoj Pajalpan      | 1.906 m | 55° 53′ NB, 157° 47′ OL |
| Bolsjoj Semjatsjik    | 1.720 m | 54° 19′ NB, 160° 1′ OL  |
| Bolsjoj-Kekoeknajski  | 1.401 m | 56° 28′ NB, 157° 48′ OL |
| Changar               | 2.000 m | 54° 45′ NB, 157° 23′ OL |
| Chodoetka             | 2.090 m | 52° 4′ NB, 157° 43′ OL  |
| Diki Greben           | 1.070 m | 51° 27′ NB, 156° 58′ OL |
| Dzenzoerski           | 2.285 m | 53° 38′ NB, 158° 55′ OL |
| Eggella               | 1.046 m | 56° 34′ NB, 158° 31′ OL |
| Fedotytsj             | 965 m   | 57° 8′ NB, 160° 24′ OL  |
| Gamtsjen              | 2.577 m | 54° 58′ NB, 160° 42′ OL |
| Geodesistoj           | 1.170 m | 56° 20′ NB, 158° 40′ OL |
| Golaja                | 858 m   | 52° 16′ NB, 157° 48′ OL |
| Gorely                | 1.829 m | 52° 33′ NB, 158° 2′ OL  |
| Gorny Institoet       | 2.125 m | 57° 20′ NB, 160° 12′ OL |
| Itsjinskaja Sopka     | 3.621 m | 55° 41′ NB, 157° 43′ OL |
| Iettoenoep            | 1.340 m | 58° 24′ NB, 161° 5′ OL  |
| Iktoenoep             | 2.300 m | 58° 5′ NB, 160° 46′ OL  |
| Iljinskaja Sopka      | 1.578 m | 51° 30′ NB, 157° 12′ OL |
| Jelovski              | 1.381 m | 57° 32′ NB, 160° 32′ OL |
| Kajlenej              | 1.578 m | 57° 48′ NB, 160° 40′ OL |
| Kambalny              | 2.156 m | 51° 18′ NB, 156° 53′ OL |
| Kamen                 | 4.585 m | 56° 1′ NB, 160° 36′ OL  |
| Karymskaja Sopka      | 1.486 m | 54° 6′ NB, 159° 24′ OL  |
| Kebenej               | 1.527 m | 57° 6′ NB, 159° 56′ OL  |
| Kekoerny              | 1.377 m | 56° 24′ NB, 158° 51′ OL |
| Kell                  | 900 m   | 51° 39′ NB, 157° 21′ OL |
| Kichpinytsj           | 1.552 m | 54° 29′ NB, 160° 15′ OL |
| Kizimen               | 2.376 m | 55° 8′ NB, 160° 19′ OL  |
| Kljoetsjevskaja Sopka | 4.688 m | 56° 4′ NB, 160° 38′ OL  |
| Koelkev               | 915 m   | 56° 22′ NB, 158° 22′ OL |
| Koerilenmeer          | 81 m    | 51° 27′ NB, 157° 7′ OL  |
| Komarov               | 2.070 m | 55° 2′ NB, 160° 43′ OL  |
| Korjakskaja Sopka     | 3.456 m | 53° 11′ NB, 158° 25′ OL |
| Kosjeleva             | 1.812 m | 51° 21′ NB, 156° 45′ OL |
| Kostakan              | 1.150 m | 53° 50′ NB, 158° 4′ OL  |
| Kozelski              | 2.190 m | 53° 14′ NB, 158° 53′ OL |
| Kozyrevka             | 2.016 m | 55° 35′ NB, 158° 23′ OL |
| Krajni                | 1.554 m | 56° 22′ NB, 159° 2′ OL  |
| Krasjeninnikov        | 1.856 m | 54° 36′ NB, 160° 16′ OL |
| Kronotskaja Sopka     | 3.528 m | 54° 54′ NB, 160° 31′ OL |
| Ksoedatsj             | 1.079 m | 51° 48′ NB, 157° 32′ OL |
| Leoetongej            | 1.333 m | 57° 18′ NB, 159° 50′ OL |
| Maly Pajalpan         | 1.802 m | 55° 49′ NB, 157° 59′ OL |
| Maly Semjatsjik       | 1.560 m | 54° 8′ NB, 159° 40′ OL  |
| Masjkovtsev           | 503 m   | 51° 6′ NB, 156° 43′ OL  |
| Mezjdoesopotsjny      | 1.641 m | 57° 28′ NB, 160° 15′ OL |
| Moetnovski            | 2.322 m | 52° 27′ NB, 158° 11′ OL |
| Oedina                | 2.923 m | 55° 45′ NB, 160° 32′ OL |
| Oeka                  | 1.643 m | 57° 42′ NB, 160° 35′ OL |
| Oeksitsjan            | 1.692 m | 56° 5′ NB, 158° 23′ OL  |
| Oesjkovski            | 3.943 m | 56° 6′ NB, 160° 28′ OL  |
| Oezon                 | 1.617 m | 54° 30′ NB, 159° 58′ OL |
| Olkovi                | 636 m   | 52° 5′ NB, 157° 29′ OL  |
| Opala                 | 2.475 m | 52° 32′ NB, 157° 20′ OL |
| Ostanets              | 719 m   | 52° 9′ NB, 157° 19′ OL  |
| Ostry                 | 2.552 m | 58° 11′ NB, 156° 49′ OL |
| Otdelni               | 791 m   | 52° 13′ NB, 157° 26′ OL |
| Ozernoj               | 562 m   | 51° 53′ NB, 157° 23′ OL |
| Paoezjetka            | 1.331 m | 51° 26′ NB, 156° 54′ OL |
| Piip                  | - 300 m | 55° 25′ NB, 167° 20′ OL |
| Piratkovski           | 1.322 m | 52° 7′ NB, 157° 51′ OL  |
| Plosky                | 1.236 m | 55° 12′ NB, 158° 28′ OL |
| Pogranytsjny          | 1.427 m | 56° 51′ NB, 159° 48′ OL |
| Romanovka             | 1.442 m | 55° 39′ NB, 158° 48′ OL |
| Schmidt               | 2.020 m | 54° 55′ NB, 160° 38′ OL |
| Sedankinski           | 1.241 m | 57° 14′ NB, 160° 5′ OL  |
| Severny               | 1.936 m | 58° 17′ NB, 160° 52′ OL |
| Sjisjel               | 2.525 m | 57° 27′ NB, 160° 22′ OL |
| Sjiveloetsj           | 2.444 m | 55° 23′ NB, 161° 11′ OL |
| Snegovoj              | 2.169 m | 58° 12′ NB, 160° 58′ OL |
| Snezjni               | 2.169 m | 58° 1′ NB, 160° 45′ OL  |
| Soboliny              | 1.560 m | 54° 8′ NB, 159° 40′ OL  |
| Taoensjits            | 2.353 m | 54° 32′ NB, 159° 48′ OL |
| Titila                | 1.559 m | 57° 24′ NB, 160° 6′ OL  |
| Toendrovi             | 739 m   | 52° 15′ NB, 157° 36′ OL |
| Toezovski             | 1.533 m | 57° 19′ NB, 159° 58′ OL |
| Tolbatsjik            | 3.682 m | 55° 50′ NB, 160° 20′ OL |
| Tolmatsjev Dol        | 1.021 m | 52° 38′ NB, 157° 35′ OL |
| Tsjerpoek-groep       | 1.868 m | 55° 33′ NB, 157° 28′ OL |
| Tsjorny               | 1.778 m | 56° 49′ NB, 159° 40′ OL |
| Vejer                 | 350 m   | 53° 38′ NB, 158° 25′ OL |
| Verchovoj             | 1.400 m | 56° 31′ NB, 159° 32′ OL |
| Viljoetsjik           | 2.173 m | 52° 41′ NB, 158° 18′ OL |
| Visoki                | 1.234 m | 52° 26′ NB, 157° 56′ OL |
| Vojampolski           | 1.225 m | 58° 22′ NB, 160° 37′ OL |
| Vysoki                | 2.161 m | 55° 4′ NB, 160° 46′ OL  |
| Zaozjorny             | 1.349 m | 56° 53′ NB, 159° 57′ OL |
| Zavaritski            | 1.567 m | 53° 54′ NB, 158° 23′ OL |
| Zimina                | 3.119 m | 55° 51′ NB, 160° 30′ OL |
| Zjeltovski            | 1.953 m | 51° 34′ NB, 157° 19′ OL |
| Zjoepanovski          | 2.958 m | 53° 35′ NB, 159° 19′ OL |

Dal van de Bikinrivier (met Centraal Sichote-Alingebergte) · Koerse Schoorwal · Ensemble van het Ferapontovklooster · Gouden bergen van Altaj · Hemelvaartskerk, Kolomenskoje · Historisch en architectonisch complex van het Kremlin van Kazan · Kizji Pogost · Baikalmeer · Citadel, oude stad en vestingwerken van Derbent · Historische monumenten van Novgorod en omgeving · Kremlin en Rode Plein, Moskou · Ensemble van het Novodevitsjiklooster · Historisch centrum van Sint-Petersburg en bijbehorende groepen van monumenten · Cultureel en historisch ensemble van de Solovetski-eilanden · Geodetische boog van Struve · Architectonisch ensemble van de Triniti Sergius Lavra in Sergiev Posad · Uvs Nuurbekken · Maagdelijke wouden van Komi · Vulkanen van Kamtsjatka · Westelijke Kaukasus · Witte monumenten van Vladimir en Soezdal · Natuurlijk systeem van het Wrangel-eilandreservaat · Historisch centrum van de stad Jaroslav · Historisch en archeologisch complex van Bolgar · Landschappen van Daurië · Hemelvaartkathedraal en -klooster van het dorpseiland Svijasjk · Kerken van de architectuurschool van Pskov · Petrogliefen van het Onegameer en de Witte Zee · Cultureel landschap van het Kenozeromeer